# Abuela de los uruguayos
La Abuela de los uruguayos, como se la conoce, fue una mujer indígena posiblemente de etnia charrúa fallecida aproximadamente hace al menos 1600 años contados desde el año 2012, cuyo esqueleto es el más antiguo que se haya hallado hasta el momento en el territorio del actual Uruguay. En 2018 se realizó una reconstrucción facial digital aproximada de su cráneo.

## Hallazgo e identificación
El cráneo y el esqueleto de esta mujer fueron hallados hace 30 años en una excavación realizada por investigadores de la Facultad de Humanidades y Ciencias de la Universidad de la República en uno de los denominados cerritos de indios del departamento de Rocha, en donde fue sepultada.
En el año 2012 se envió un hueso falange al laboratorio del Departamento de Física de la Universidad de Arizona para averiguar la fecha aproximada de fallecimiento, que —tras obtenidos los análisis— informaron que la mujer había fallecido hace unos 1600 años, siendo de aproximadamente 45 años de edad. Los análisis también mostraron que el ADN de la mujer contenía una variante que está sólo presente en Uruguay y particularmente estaba presente en el código genético del cacique charrúa Vaimaca Pirú y en unas personas vivas en la actualidad, no siendo descendientes pero sí parientes lejanos vivos de unas cincuenta generaciones.

## Reconstrucción facial
Con motivo de su visita a Uruguay en noviembre de 2018, el brasileño especialista en reconstrucción facial forense Cícero Moraes propuso al director del Museo de Arte Precolombino e Indígena de Montevideo, Facundo de Almeida, realizar una reconstrucción facial de un cráneo de Uruguay, algo que realizaba en todos los países que visitaba. Al no existir en el haber del museo cráneos de personas originarias del territorio uruguayo, solicitó al Departamento de Antropología de la Facultad de Humanidades y Ciencias de la Educación de la Universidad de la República algún cráneo ancestral, y en este Departamento le propusieron el resto de la indígena fallecida hace 1600 años.
El estudiante de grado de Antropología Luis Vázquez realizó el proceso de digitalización mediante fotogrametría, tomando 120 fotografías del cráneo desde distintos ángulos, fotografías que posteriormente envió Cícero Moraes para su construcción digital. El brasileño primero digitalizó la anatomía en 3D con la herramienta OrtogOnBlender del software libre Blender. A continuación, en conjunto con especialistas en antropología establecieron marcadores de referencia para prever la ubicación de los tejidos blandos, tomando como referencia estudios estadísticos de mediciones de cientos de personas. Después se realizaron las proyecciones de la nariz, labios, orejas y las órbitas oculares. Al final se hizo la escultura digital y se añadió el color de piel y el cabello.
El trabajo producido, que no representa una identificación facial exacta sino una aproximación o proyección de cómo podría haber sido la mujer, insumió unos siete días. Como resultado de la reconstrucción, se ve una mujer de aproximadamente 35 a 45 años, de origen indígena con algunos rasgos asiáticos, con ojos oscuros y piel de un color levemente cobrizo y pómulos prominentes, con una leve sonrisa. La mujer fue bautizada como la «abuela de los uruguayos», o al menos de parte de los uruguayos, debido a los estudios recientes que demostraron una presencia mayor de lo pensado de ADN indígena en los uruguayos de la actualidad.
En noviembre de 2018 se presentó públicamente el resultado de la reconstrucción en el Museo de Arte Precolombino e Indígena. Esta reconstrucción se incorporó a la exposición permanente del museo.